# Pseudacanthicus histrix
Pseudacanthicus histrix (Valenciennes, 1840) è un pesce d'acqua dolce appartenente alla famiglia Loricariidae e alla sottofamiglia Ancistrinae.

## Distribuzione e habitat
È una specie endemica del Brasile.

## Descrizione
Presenta un corpo compresso sull'addome, dalla colorazione scura, che può raggiungere i 90 cm. Le pinne sono molto ampie e la pinna dorsale è alta. La pinna caudale ha i raggi esterni molto allungati.

## Alimentazione
È onnivoro.

## Acquariofilia
Non è una specie facile da allevare perché può raggiungere dimensioni molto grandi e può diventare territoriale, ma può essere trovato in commercio.